# Kirtipur
Kirtipur (népalais : कीर्तिपुर) est une ville du Népal située dans le district de Katmandou, dans la zone de Bagmati. Au recensement de 2011, la ville comptait 65 602 habitants.
La partie médiévale de la ville, "cité de la gloire", fondée vers 1050-1100, proposée en 2008 pour une inscription au patrimoine mondial, figure sur la « liste indicative » de l’UNESCO dans la catégorie patrimoine culturel.

## Principaux monuments
L'accès automobile simple est le Naya Bazar, avec arrêt de bus, au pied de la vieille ville haute aux cinq grands temples et aux rues étroites.
- Temple hindou Bagh Bhairab (en), en pagodes népalaises
- Stupa bouddhiste Chilancho
- Temple Uma Maheshwor ("Kwacho Dega"), shivaïte, construit en 1655 au plus haut point de l'agglomération, détruit par séisme en 1832, restauré en 1933
- Monastère bouddhiste de Nagar Mandap Shri Kirti Bihar, d'architecture thaï
- Tau Daha

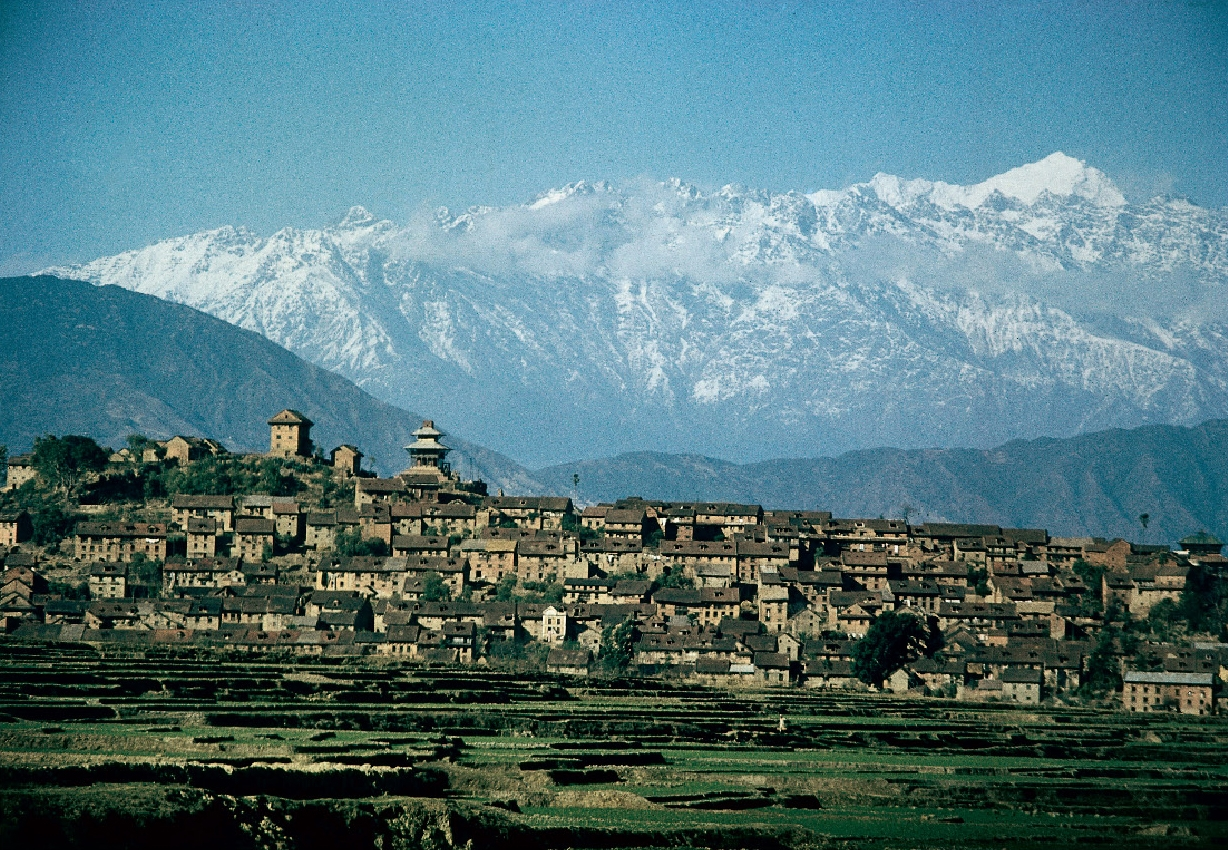
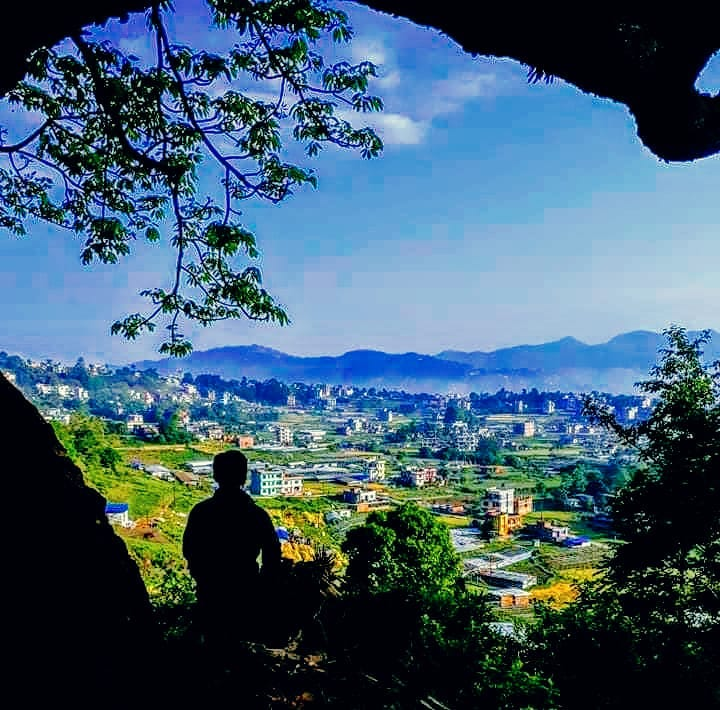
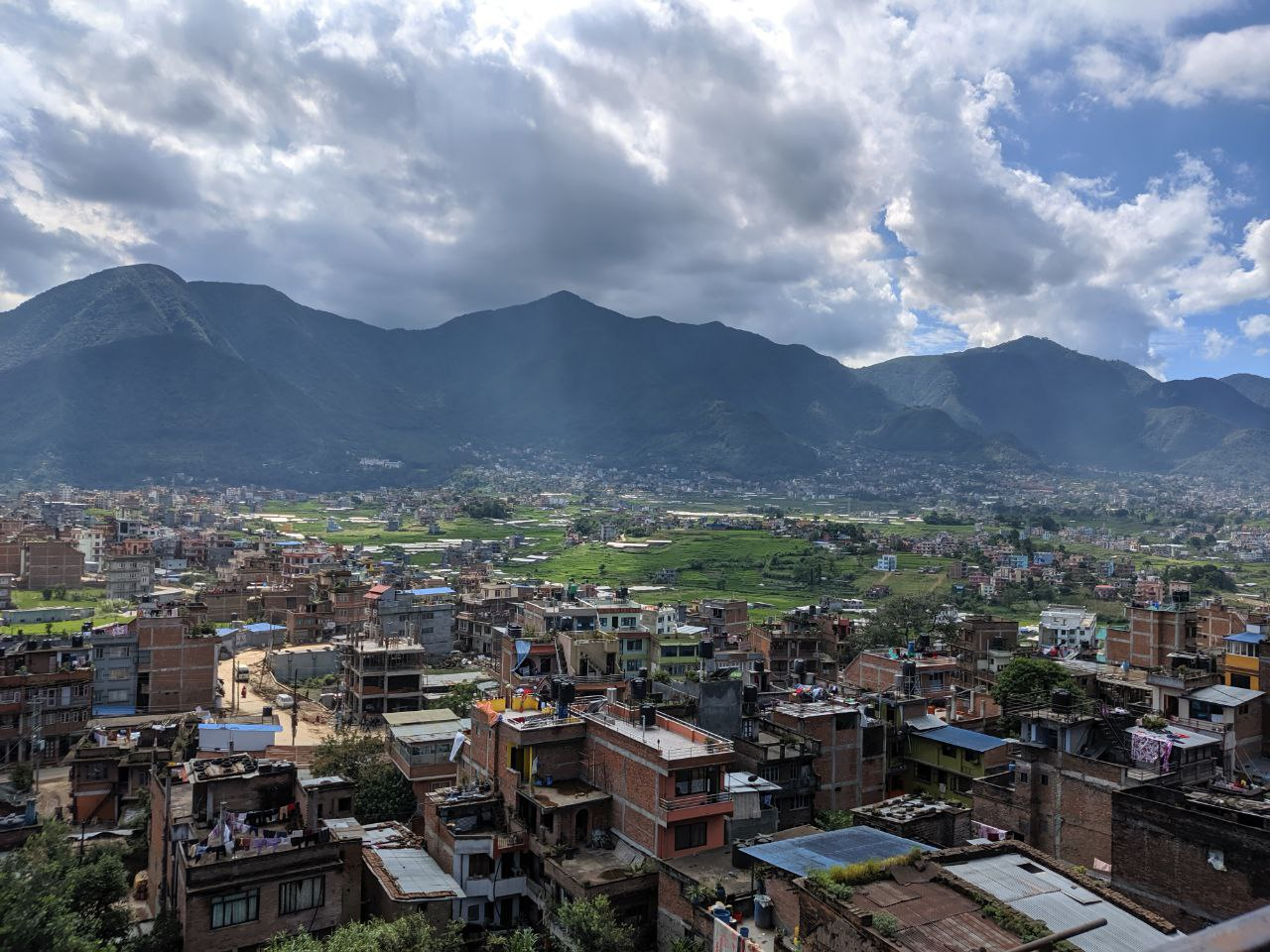
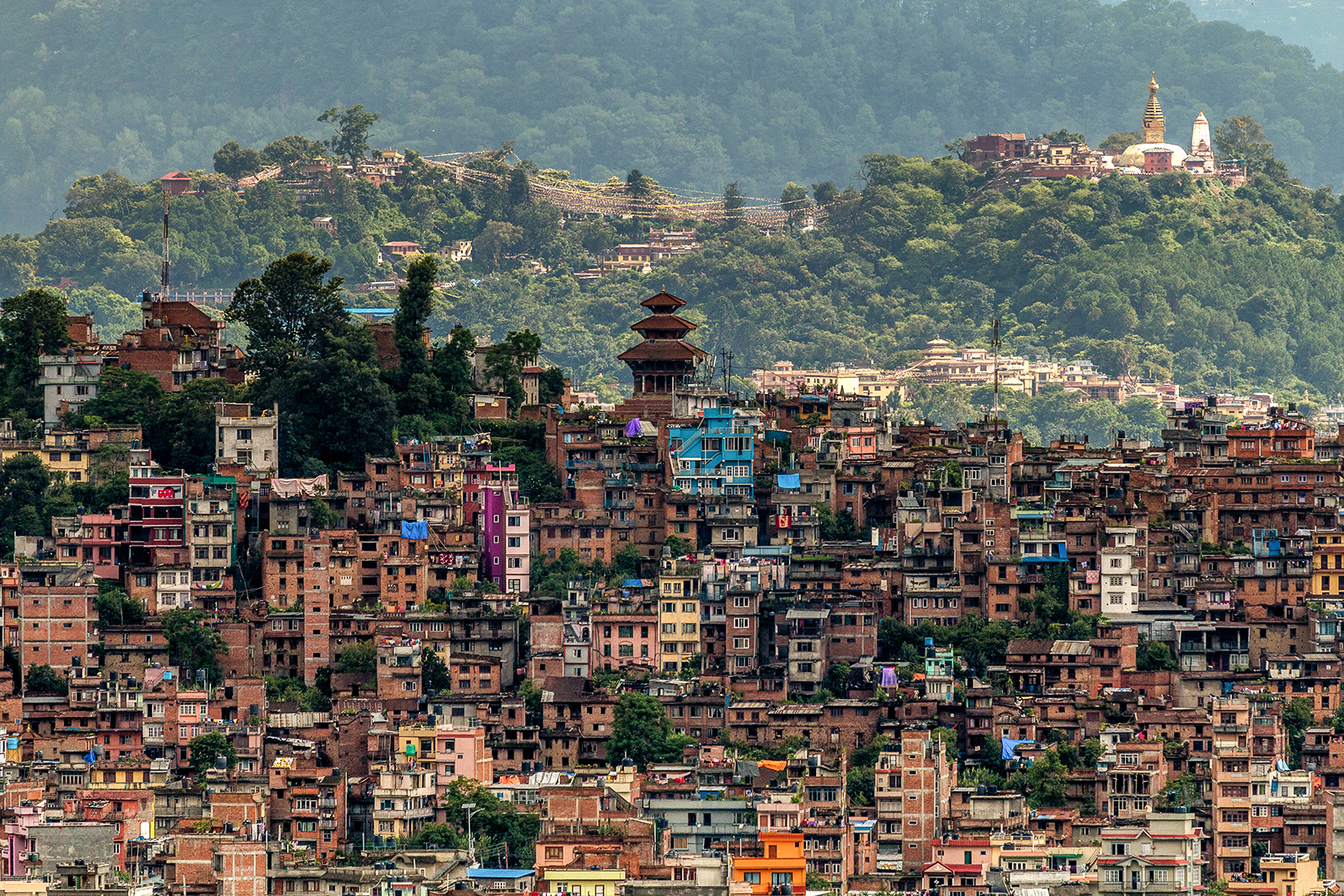

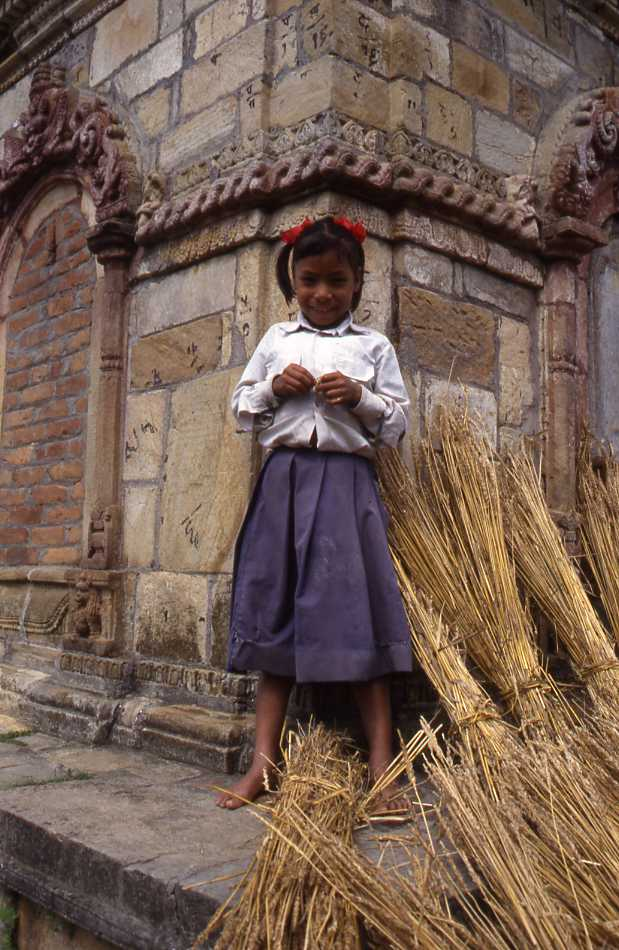
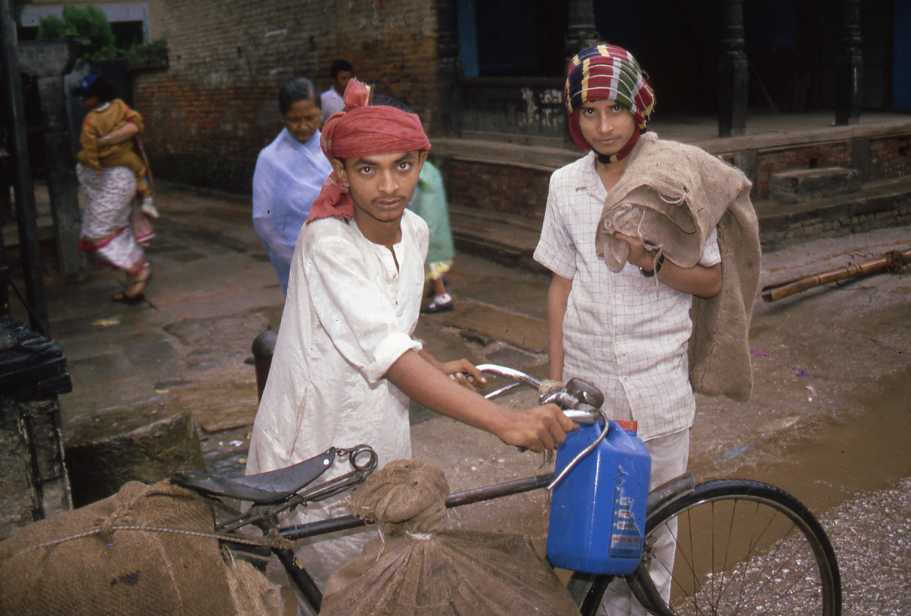
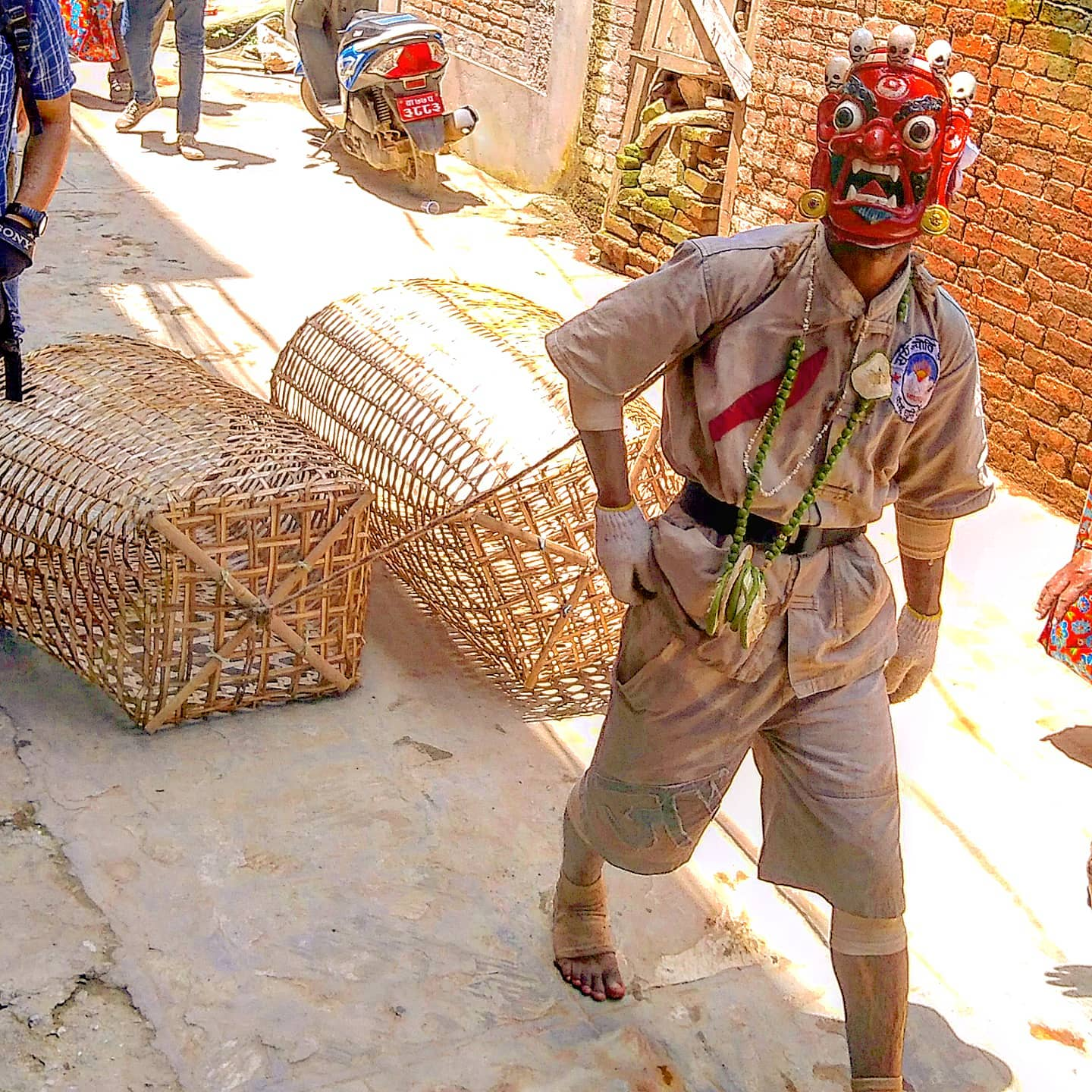

La ville haute, en phase de réfection des voies étroites en 2025, est aussi une forme de musée en plein air : instruments anciens, fresques, rites principaux (népali, anglais).